# Ереванский ботанический сад
Ереванский ботанический сад (арм. Երևանի բուսաբանական այգի) — ботанический сад, расположенный в районе Аван в северо-восточной части столицы Армении, Ереване.

## Описание
Занимает около 80 гектаров. Представлена главным образом флора полупустынь Закавказья.
Коллекция включает более 200 видов эндемичных, редких и исчезающих растений и обеспечивает основу для изучения армянской флоры, а также экологических взаимодействий между видами растений в относительно естественной среде.

## История
Основан в 1935 году, подчиняется Институту ботаники Национальной академии наук Республики Армения.
После распада СССР перестало выделяться финансирование на поддержку сада.
Во время энергетического кризиса многие деревья были вырублены на дрова.
В настоящее время специалисты восстанавливают и расширяют существующую коллекцию. Сейчас в оранжереях ботанического сада произрастает около 300 видов тропических и субтропических растений.